# Kunming
Kunming (昆明) é a capital da província de Yunnan, na China. Situa-se na margem norte do lago Dian Chi. Tem cerca de 2.16 milhões de habitantes.

## Subdivisões
|                             | Chinês | Área (km²) | População |
| --------------------------- | ------ | ---------- | --------- |
| Distritos                   |        |            |           |
| Distrito de Dongchuan       | 东川区 | 1 858      | 300 000   |
| Distrito de Guandu          | 官渡区 | 552        | 750 000   |
| Distrito de Panlong         | 盘龙区 | 339        | 600 000   |
| Distrito de Wuhua           | 五华区 | 397        | 810 000   |
| Distrito de Xishan          | 西山区 | 791        | 850 000   |
| Cidades                     |        |            |           |
| Cidade de Anning            | 安宁市 | 1 313      | 260 000   |
| Condados                    |        |            |           |
| Condado de Chenggong        | 呈贡县 | 541        | 160 000   |
| Condado de Fumin            | 富民县 | 1 030      | 140 000   |
| Condado de Jinning          | 晋宁县 | 1 391      | 270 000   |
| Condado de Songming         | 嵩明县 | 1 442      | 340 000   |
| Condado de Yiliang          | 宜良县 | 1 880      | 400 000   |
| Condados Autônomos          |        |            |           |
| Condado Autônomo de Luquan  | 禄劝   | 4 378      | 450 000   |
| Condado Autônomo de Shilin  | 石林   | 1 777      | 230 000   |
| Condado Autônomo de Xundian | 寻甸   | 3 966      | 500 000   |